# Alfastrålning
Alfastrålning eller α-strålning är en typ av joniserande strålning bestående av alfapartiklar, vilket är atomkärnor av helium (två protoner och två neutroner). Alfastrålning avges i samband med radioaktivt sönderfall av typ alfa-sönderfall.

## Egenskaper
Alfastrålning stoppas mycket lätt av material i dess väg. Dess räckvidd är cirka 10 cm i luft, och den stoppas av ett papper. Den kan exempelvis inte tränga igenom det yttersta lagret hud på människokroppen. Alfastrålning är därför ofarlig så länge den förekommer utanför människokroppen och inte kommer i direkt kontakt med levande celler. 
Däremot kan människor utsättas för farlig alfastrålning exempelvis genom att man äter eller andas in alfastrålande partiklar. Den stora massan hos en α-partikel gör att den snabbt bromsas in och har låg genomträngning, men att stor skada kan uppstå vid denna inbromsning i det absoluta närområdet av det radioaktiva ämnet. Dessa egenskaper gör att alfastrålande preparat kan vara användbara i cancerterapi. Om preparatet placeras i tumören kan en celldödande effekt uppnås i ett avgränsat närområde.
Man kan inte direkt observera alfastrålning, men man kan se effekterna av den genom att placera det strålande ämnet i en nedkyld behållare. Efter en liten stund uppträder tydliga kondenssträngar i behållaren, som ser ut att komma ifrån ingenstans.

### Stråldoser
När en organism utsätts för strålning avsätts en viss mängd energi per kilo kroppsvävnad. Denna energi anges med enheten gray som är lika med J/kg (joule per kilogram).
Genom experiment och analyser kan den skadliga inverkan från en viss stråldos kartläggas, och det visar sig då att om en kropp utsätts för strålning så kan skadeverkan skilja sig mellan olika typer av strålning trots att den absorberade energin är samma. Detta kan redovisas genom att införa en viktningsfaktor som anger den relativa skadligheten jämfört med gammastrålning.
Genom att multiplicera den absorberade dosen (gray) med en viktningsfaktor så erhålls den ekvivalenta dosen som anges i sievert.
För alfastrålning gäller att viktningsfaktorn kan vara så hög som 20. Detta gör att om en person bestrålas med 1 gray av alfastrålning kommer det att ge en ekvivalent dos på 20 sievert (direkt dödande dos) jämfört med 1 gray av gammastrålning som ger en ekvivalent dos på 1 sievert (hälsofarlig men förmodligen inte dödlig dos).

## Omtalade händelser
Mordet 2006 på den före detta KGB-agenten Aleksandr Litvinenko genomfördes genom att hans mat eller dryck förgiftades med mycket små mängder av den alfa-strålande radioaktiva isotopen Polonium-210.